# Бюраван
Бюраван (арм. Բյուրավան) — село в Араратской области Армении. Основано в 1829 году.

## История
В "Историческом памятнике Армянской области в эпоху ее присоединения к Российской империи" И. И. Шопена, изданном в 1852 году, указано, что согласно сведениям из "Камерального описания", составленного в 1829-1831 годах, в селе проживало 85 человек, из которых 80 - армяне, переселившиеся из Персии после заключения Туркманчайского договора (1828) сторонами русско-персидской войны, и 5 - мусульмане ("мюгаммедане").  В источнике село называется "Койласар-суфла", однако учитывая, что с арабского и персидского "суфла, суфли" переводится как "нижний, ниже", а "улия" - "верхний, выше", можно предполагать, что в источнике названия сёл "Койласар-суфла" и "Койласар-улия" (которым в источнике назван современный Димитров) перепутаны местами, поскольку в более поздних источниках современный Бюраван называется "Куйласар Верхний", в то время как современный Димитров - "Куйласар Нижний". Современный Бюраван нельзя сопоставлять с "Койласар-улия" в данном источнике, поскольку это противоречит данным о населении села в более поздних источниках. 
По данным «Сборника сведений о Кавказе» за 1880 год в селе Куйласар Верхний Эриванского уезда было 23 двора и проживало 157 человек, в основном армянской национальности ("народности") и армяно-григорианского вероисповедания, среди которых 76 мужского пола и 81 - женского.
Краеугольный камень села заложил отец Газар (Лазарь). На момент основания в селе было 7 хуторов, а потом добавились еще 3 хутора. Бюраванская община носила названия Верин Гайлазор, Хин Гуйласар, Верин Гуйласар. 1936-1967 гг. в селе занимались производством хлопка (по-армянски - "бамбак"), поэтому с 1945 по 1978 годы село носило название "Бамбакаван". 25 января 1978 года село было переименовано в Бюраван по инициативе Ованеса Шираза. Отреставрированная с помощью жителей общины церковь Григория Просветителя, которая была полностью разрушена, ныне функционирует. В центре села построен мемориальный фонтан в память о 29 односельчанах, погибших в годы Великой Отечественной войны.

## География
Село расположено в западной части марза, на правом берегу реки Азат, к востоку от автодороги , на расстоянии 8 километров к северо-западу от города Арташат, административного центра области. Абсолютная высота — 865 метров над уровнем моря.
Климат
Климат характеризуется как семиаридный (BSk в классификации климатов Кёппена). Среднегодовая температура воздуха составляет 12,5 °C. Средняя температура самого холодного месяца (января) составляет −2,7 °С, самого жаркого месяца (июля) — 26,2 °С. Расчётная многолетняя норма атмосферных осадков — 280 мм. Наибольшее количество осадков выпадает в мае (47 мм).

## Население
| Год переписи | Население          | Население          | Население          | Население            | Население            | Население            |
| Год переписи | Наличное население | Наличное население | Наличное население | Постоянное население | Постоянное население | Постоянное население |
| Год переписи | Всего              | Мужчины            | Женщины            | Всего                | Мужчины              | Женщины              |
| ------------ | ------------------ | ------------------ | ------------------ | -------------------- | -------------------- | -------------------- |
| 2001         | 1237               | 587                | 650                | 1336                 | 639                  | 697                  |
| 2011         | 1139               | 560                | 579                | 1191                 | 593                  | 598                  |

| Год  | Численность | Численность |
| ---- | ----------- | ----------- |
| 1831 | 342         | [ 11 ]      |
| 1873 | 157         | [ 12 ]      |
| 1897 | 192         | [ 11 ]      |
| 1926 | 206         | [ 11 ]      |
| 1939 | 417         | [ 11 ]      |
| 1959 | 826         | [ 11 ]      |
| 1970 | 915         | [ 11 ]      |
| 1979 | 958         | [ 11 ]      |
| 1989 | 1278        | [ 13 ]      |
| 2001 | 1336        | [ 11 ]      |
| 2011 | 1191        | [ 14 ]      |

## Галерея

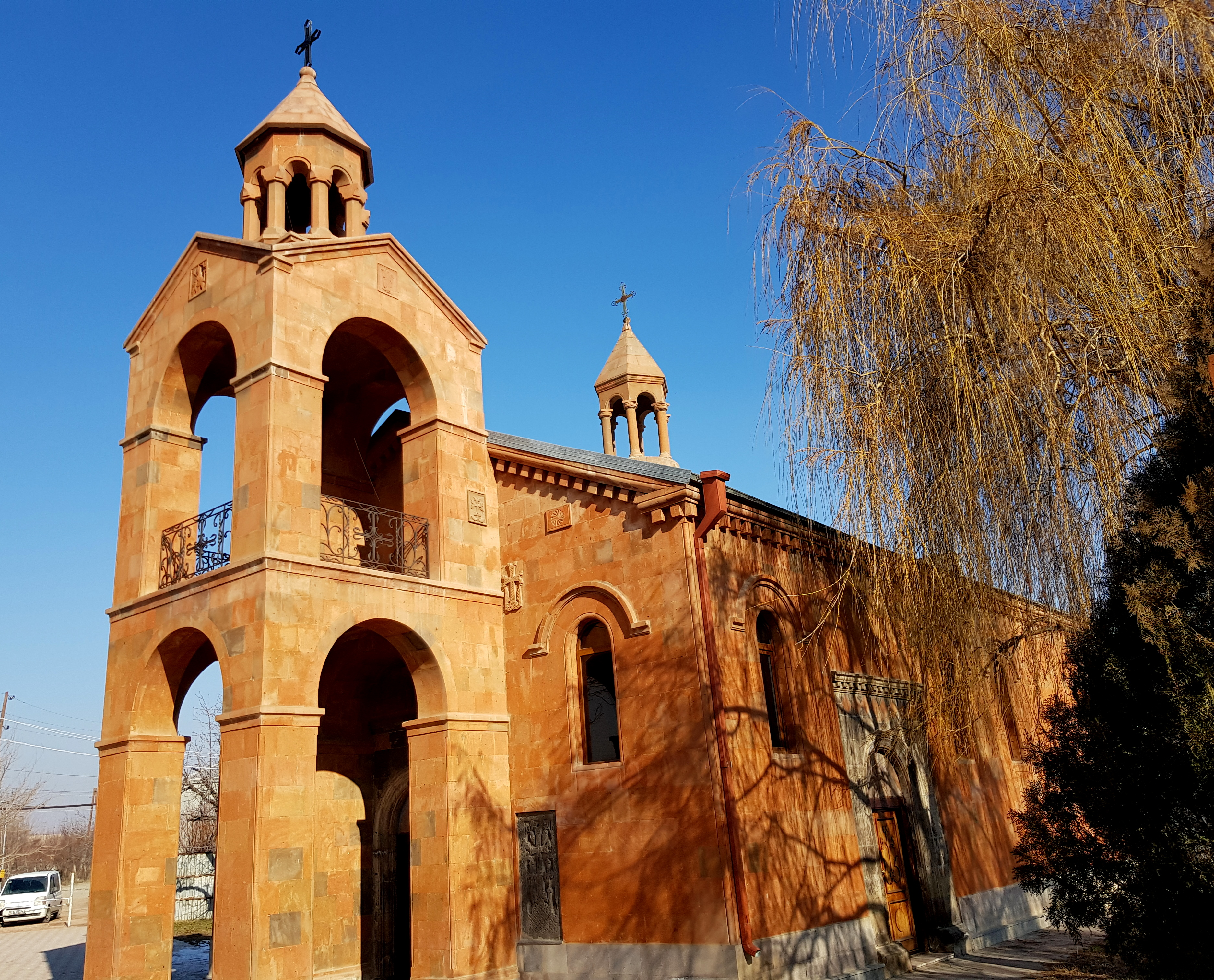
Церковь Святого Григория Просветителя
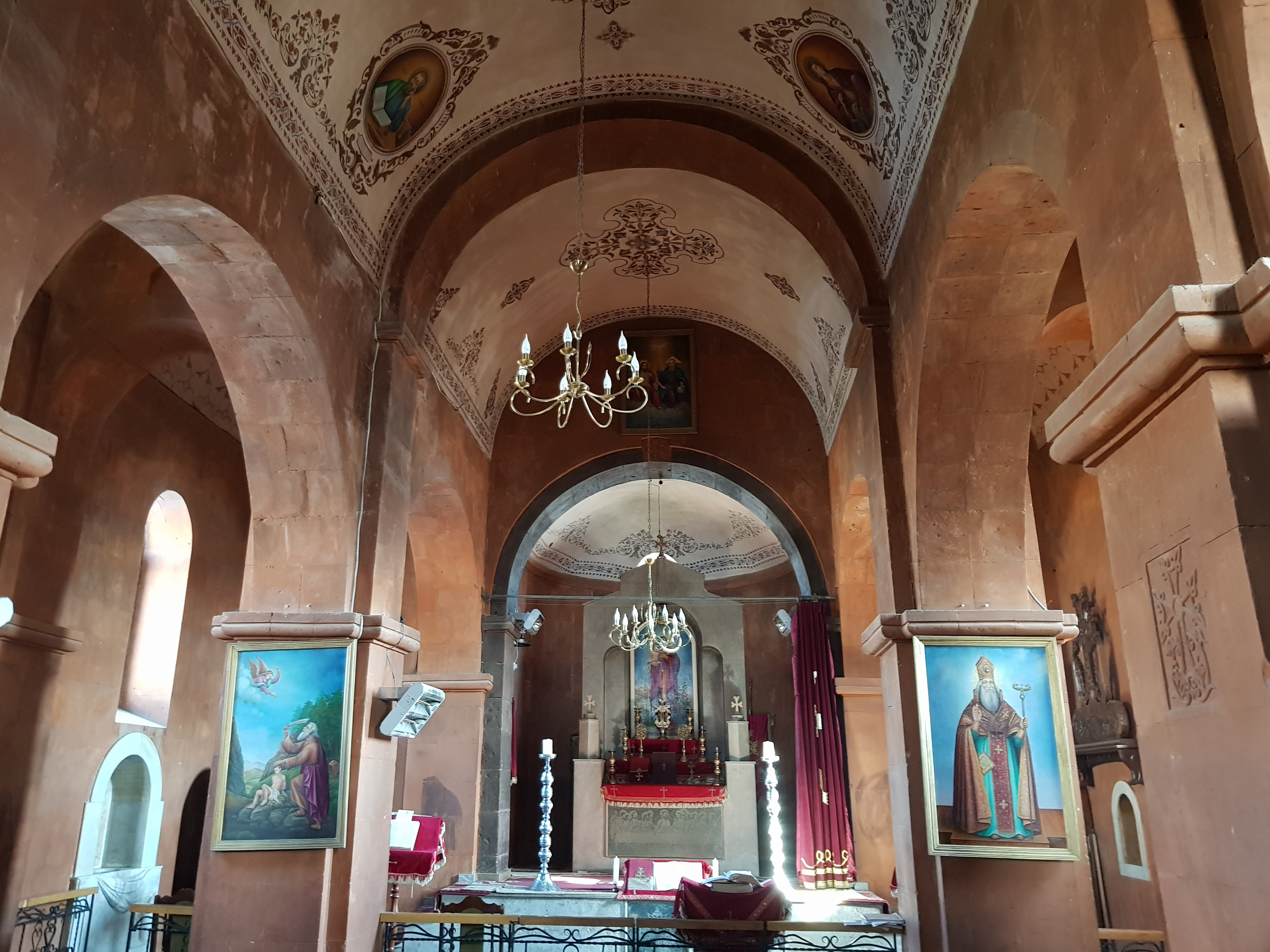